# Берсоне
Берсоне (итал. Bersone) је насеље у Италији у округу Тренто, региону Трентино-Јужни Тирол.
Према процени из 2011. у насељу је живело 288 становника. Насеље се налази на надморској висини од 621 м.

## Становништво
| 1931. | 1936. | 1951. | 1961. | 1971. | 1981. | 1991. | 2001. | 2011. |
| ----- | ----- | ----- | ----- | ----- | ----- | ----- | ----- | ----- |
| 342   | 342   | 318   | 340   | 341   | 307   | 304   | 295   | 289   |